# Birk Ruud
Birk Ruud (* 2. April 2000 in Bærum) ist ein norwegischer Freestyle-Skier. Er startet in den Disziplinen Halfpipe, Slopestyle und Big Air.

## Werdegang
Ruud trat international erstmals im März 2015 bei den Juniorenweltmeisterschaften in Chiesa in Valmalenco. Dort gewann er die Bronzemedaille im Slopestyle.  Sein Debüt im Freestyle-Skiing-Weltcup hatte er im Januar 2016 in Mammoth, welches er auf dem 15. Platz im Slopestyle beendete. Im folgenden Monat holte er bei den Olympischen Jugend-Winterspielen 2016 in Lillehammer die Goldmedaille im Slopestyle und belegte bei den X-Games Oslo 2016 den 20. Rang im Big Air. Zu Beginn der Saison 2016/17 wurde er bei der Big-Air-Veranstaltung One Hit Wonder in Thredbo und beim Nor Freeski Cup in Hovden jeweils Zweiter. Bei den X-Games Norway 2017 in Hafjell errang er den fünften Platz im Big Air. Im März 2017 kam er bei den X-Games Norway 2017 in Hafjell auf den fünften Platz im Big Air und bei den Weltmeisterschaften in Sierra Nevada auf den 15. Rang im Slopestyle. Beim letzten Weltcup der Saison in Voss errang er die Plätze zwei und eins im Big Air und erreichte den 17. Platz im Gesamtweltcup und den zweiten Rang im Big Air Weltcup. Im April 2017 wurde er norwegischer Meister im Slopestyle und im April 2018 in der Halfpipe. Nach Platz eins im Slopestyle beim Australian New Zealand Cup in Cardrona zu Beginn der Saison 2017/18, wurde er Sechster im Big Air bei den Winter-X-Games 2018 in Aspen und holte bei den X-Games Norway 2018 in Fornebu die Goldmedaille im Big Air. Bei den Juniorenweltmeisterschaften 2018 in Cardrona gewann er die Bronzemedaille in der Halfpipe. Anfang November 2018 holte er im Big Air in Modena seinen zweiten Weltcupsieg. Es folgten zwei vierte Plätze und zum Saisonende den zweiten Platz im Big-Air-Weltcup. Bei den Weltmeisterschaften 2019 in Park City holte er die Silbermedaille im Slopestyle und bei den Winter-X-Games 2019 die Goldmedaille im Big Air. In der folgenden Saison gewann er mit je zwei ersten und zweiten Plätzen den Big-Air-Weltcup. Zudem wurde er Sechster im Gesamtweltcup und Vierter im Slopestyle. Bei den Winter-X-Games 2020 und den X-Games Norway 2020 gewann er die Silbermedaille im Big Air.
In der Saison 2020/21 gewann Ruud erneut den Big-Air-Weltcup und kam bei den Weltmeisterschaften 2021 auf den 14. Platz in der Halfpipe, auf den 12. Rang im Big Air und auf den siebten Platz im Slopestyle. Nach Platz drei im Big Air in Chur zu Beginn der Saison 2021/22, siegte er dreimal im Slopestyle und gewann damit die Park & Pipe Wertung. Zudem errang er im Big-Air-Weltcup den dritten Platz und im Slopestyle-Weltcup den zweiten Platz. Beim Saisonhöhepunkt, den Olympischen Winterspielen 2022 in Peking, wurde er Fünfter im Slopestyle und holte im Big Air die Goldmedaille.

## Erfolge

### Olympische Winterspiele
- Peking 2022: 1. Big Air, 5. Slopestyle

### Weltmeisterschaften
- Sierra Nevada 2017: 15. Slopestyle
- Park City 2019: 2. Slopestyle, 5. Halfpipe, 12. Big Air
- Aspen 2021: 7. Slopestyle, 12. Big Air, 14. Halfpipe
- Bakuriani 2023: 1. Slopestyle, 3. Big Air

### Weltcupsiege
Ruud errang im Weltcup bisher 22 Podestplätze, davon 14 Siege:
| Datum             | Ort             | Land               | Disziplin  |
| ----------------- | --------------- | ------------------ | ---------- |
| 25. März 2017     | Voss            | Norwegen           | Big Air    |
| 4. November 2018  | Modena          | Italien            | Big Air    |
| 14. Dezember 2019 | Peking          | China              | Big Air    |
| 18. Januar 2020   | Seiser Alm      | Italien            | Slopestyle |
| 8. Januar 2021    | Kreischberg     | Österreich         | Big Air    |
| 20. November 2021 | Stubai          | Österreich         | Slopestyle |
| 12. März 2022     | Tignes          | Frankreich         | Slopestyle |
| 26. März 2022     | Silvaplana      | Schweiz            | Slopestyle |
| 21. Oktober 2022  | Chur            | Schweiz            | Big Air    |
| 19. November 2022 | Stubai          | Österreich         | Slopestyle |
| 16. Dezember 2022 | Copper Mountain | Vereinigte Staaten | Big Air    |
| 4. Februar 2023   | Mammoth         | Vereinigte Staaten | Slopestyle |
| 18. März 2023     | Tignes          | Frankreich         | Slopestyle |
| 21. Januar 2024   | Laax            | Schweiz            | Slopestyle |

### Weltcupwertungen
| Saison  | Gesamt | Gesamt | Park & Pipe | Park & Pipe | Big Air | Big Air | Halfpipe | Halfpipe | Slopestyle | Slopestyle |
| Saison  | Platz  | Punkte | Platz       | Punkte      | Platz   | Punkte  | Platz    | Punkte   | Platz      | Punkte     |
| ------- | ------ | ------ | ----------- | ----------- | ------- | ------- | -------- | -------- | ---------- | ---------- |
| 2015/16 | 181.   | 3,2    | -           | -           | -       | -       | -        | -        | 39.        | 16         |
| 2016/17 | 17.    | 41,83  | -           | -           | 2.      | 251     | -        | -        | 57.        | 4          |
| 2017/18 | 135.   | 9,57   | -           | -           | 19.     | 32      | -        | -        | 24.        | 67         |
| 2018/19 | 24.    | 34,4   | -           | -           | 2.      | 172     | 23.      | 36       | 11.        | 132        |
| 2019/20 | 6.     | 62     | -           | -           | 1.      | 310     | 13.      | 74       | 4.         | 158        |
| 2020/21 | -      | -      | 10.         | 100         | 1.      | 100     | -        | -        | -          | -          |
| 2021/22 | -      | -      | 1.          | 386         | 3.      | 86      | -        | -        | 2.         | 300        |
| 2022/23 | -      | -      | 1.          | 560         | 1.      | 200     | -        | -        | 1.         | 360        |
| 2023/24 | -      | -      | 5.          | 332         | 4.      | 160     | -        | -        | 4.         | 194        |

### X-Games
- X-Games Norway 2017: 5. Big Air
- Winter-X-Games 2018: 6. Big Air
- X-Games Norway 2018: 1. Big Air
- Winter-X-Games 2019: 1. Big Air
- X-Games Norway 2019: 4. Big Air
- Winter-X-Games 2020: 2. Big Air
- X-Games Norway 2020: 2. Big Air, 6. Slopestyle
- Winter-X-Games 2023: 3. Big Air
- Winter-X-Games 2024: 1. Slopestyle, 7. Big Air